# كازابلانكا (برنامج)
كازابلانكا هو عميل بروتوكول نقل الملفات يعمل على واجهة كدي.

## وصلات خارجية
- موقع كازابلانكا الرسمي.